# Horkelia laxiflora
Horkelia laxiflora là loài thực vật có hoa trong họ Hoa hồng. Loài này được (Drew) Rydb. mô tả khoa học đầu tiên năm 1898.